# Dolly Moothoo
Dolly Moothoo, née le 2 avril 1977, est une judokate mauricienne.

## Carrière
Elle concourt dans la catégorie des moins de 48 kg.
Elle est médaillée d'argent aux Jeux africains de 1995 à Harare et aux Championnats d'Afrique de judo 1996 en Afrique du Sud.
Elle  remporte le bronze des Championnats d'Afrique de judo 1998 à Dakar puis l'argent des Championnats d'Afrique de judo 1999 à Johannesbourg et le bronze des Championnats d'Afrique de judo 2000 à Alger. Elle obtient la médaille d'argent aux Championnats d'Afrique de judo 2002 au Caire.